# 池田諭
池田 諭（いけだ さとし、1923年〈大正12年〉5月18日 - 1975年〈昭和50年〉6月9日）は、文筆家。

## 生涯
広島県生まれ。広島文理科大学卒業。高校教諭、雑誌編集などを経て、文筆活動に入る。

## 著書
- 『学校へ行かない人の勉強法』青春出版社 青春新書 1961
- 『独学のすすめ 現代を生きる技術』大和書房 銀河選書 1963
  - 『独学のすすめ 自分なりに生きよう』大和書房 銀河選書 1969
  - 『生き方としての独学 学ぶことの意味』大和書房 銀河選書 1973
- 『坂本竜馬』大和書房 1964
- 『吉田松陰 明治維新の人間教育』弘文堂 フロンティア・ブックス 1964
  - 『吉田松陰 維新を切り開く思想とその後継者たち』大和書房 1968
- 『事典ものごとの始まり』徳間書店 1966
- 『女子大学』日本経済新聞社 日経新書 1966
- 『高杉晋作と久坂玄瑞 変革期の青年像』大和書房 1966
- 『ことばの知恵』徳間書店 1967
- 『女子学生の生き方 思想的自立と職業の確立のために』大和書房 銀河選書 1967
- 『松下村塾 近代日本を創った教育』広済堂出版 1968　のち社会思想社現代教養文庫
- 『代表的明治人 乃木希典の虚像と実像』徳間書店 1968
- 『現代学生運動論 大学とは何か』潮文社新書 1969
- 『牧口常三郎』日本ソノ書房 歴史文庫 1969
- 『第三の大学創価大学 激動の現代を生きる若者の論理』学園書房 1970
- 『日本の右翼 開かれたナショナリズム』大和書房 1970
- 『若者を考える 彼らをわからないというまえに』ダイヤモンド社 1970
- 『親鸞道元日蓮 三人の反逆者にみる動乱期の思想』産報 1972
  - 『親鸞道元日蓮はどう生きたか 時代と対決した反逆者たち』大和書房
- 『人間変革の思想 塾教育実践の記録から』大和出版販売 グリーンブックス 1973
- 『燃えるアジアと日本の原点 覇道か王道かーよみがえる天心と秋水の理想』産報ブックス 1974
- 『学ぶこと生きること 真の人間教育を求めて』大和書房 1979

### 編共著
- 『ことばの知恵 会話と文章を豊かにする名言事典』編 アサヒ芸能出版 平和新書 1963
- 『現代の名言 積極的に生きぬく知恵』鶴見俊輔監修、しまねきよし、森秀人ほか共著 ダイヤモンド社 1966

### 現代語訳
- 『日蓮書簡集』編訳 経営思潮研究会 1963　のち大和書房
- 沢庵宗彭『不動智神妙録』徳間書店 1970　のちタチバナ教養文庫